# 南波侑里香
南波 侑里香（なんば ゆりか、1995年9月15日 - ）は、滋賀県出身の卓球選手。旧姓名：平 侑里香（たいら ゆりか）。
トップおとめピンポンズ名古屋所属。
Tリーグには、トップおとめピンポンズ名古屋、日本卓球リーグには、愛媛銀行のゴールド選手として参戦している。段級位は6段。

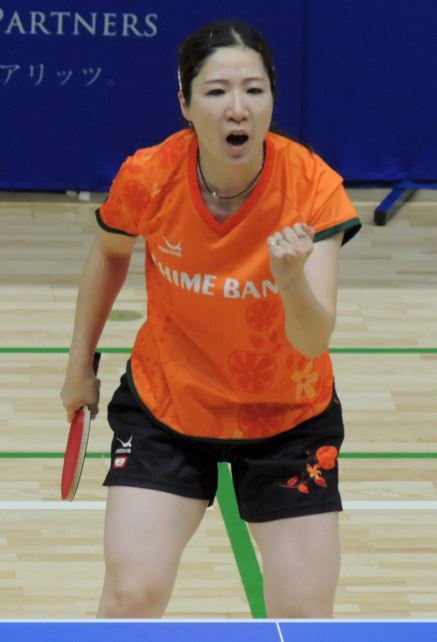
2024年後期日本卓球リーグ

## 経歴・人物
滋賀県大津市の生まれ。小学2年から両親の経営する平卓球教室の平クラブで卓球を始め、本庄市立本庄東中学校、正智深谷高等学校を経てDIOジャパンに入社したが、同年同社を退社し、日本卓球リーグ加盟のサンリツに入社。
2020-21シーズンから、Tリーグ木下アビエル神奈川に参戦。
2021年2月、結婚により、「平（たいら）」から「南波（なんば）」に改姓した。
2021年3月末、サンリツを退社。
2021-22シーズンから、Tリーグ日本ペイントマレッツに移籍。
2022-23シーズンから、Tリーグトップおとめピンポンズ名古屋に移籍。
2023年から、日本卓球リーグに愛媛銀行のゴールド選手として参戦している。

### 家族
- 両親ともに元びわこ銀行卓球部の出身であり、父親の平善彦はインターハイ・全日本選手権出場、日本リーグで活躍していた。また、母親の平亜紀子はインターハイ出場している。妹の平真由香も2015年のインターハイダブルスの覇者（田口瑛美子ペア）で、2024年度まで日本卓球リーグのレゾナックで活躍していた卓球一家である。

### 趣味・嗜好
- 元サッカー選手の柿谷曜一朗（セレッソ大阪／名古屋グランパス／徳島ヴォルティス）のファンである。

## 主な戦績
2005年
- 全日本卓球選手権大会（カブ）　シングルス 1回戦敗退

2006年
- 全日本卓球選手権大会（ホープス）　シングルス 2回戦敗退

2007年
- 全日本卓球選手権大会（ホープス）　シングルス 4回戦敗退
- 全日本卓球選手権大会（カデット）　13歳以下シングルス ベスト16

2008年
- 全日本卓球選手権大会（カデット）　13歳以下シングルス 4回戦敗退
- 全国中学校卓球大会　シングルス 2回戦敗退

2009年
- 全日本卓球選手権大会（ジュニア） シングルス 2回戦敗退
- 全国中学校卓球大会　シングルス ベスト8

2010年
- 全日本卓球選手権大会（ジュニア） シングルス 2回戦敗退
- 全国中学校卓球大会　シングルス ベスト8

2011年
- 全日本卓球選手権大会　シングルス 4回戦敗退
- 全日本卓球選手権大会（ジュニア） シングルス 3回戦敗退
- インターハイ シングルス 3回戦敗退、ダブルス 2回戦敗退（田﨑彩織ペア）

2012年
- 全日本卓球選手権大会 シングルス 5回戦敗退
- 全日本卓球選手権大会（ジュニア） シングルス 4回戦敗退
- インターハイ シングルス 4回戦敗退、ダブルス ベスト8（田﨑彩織ペア）

2013年
- 全日本卓球選手権大会 シングルス 5回戦敗退
- 全日本卓球選手権大会（ジュニア） シングルス 4回戦敗退
- ITTFエジプトジュニア＆カデットオープン シングルス 3位
- インターハイ シングルス 4回戦敗退、ダブルス 3位（平真由香ペア）
- ITTFカナダジュニア＆カデットオープン シングルス 3位

2014年
- 全日本卓球選手権大会 シングルス 4回戦敗退
- 全日本社会人卓球選手権大会 シングルス 3回戦敗退、ダブルス 3位（山梨有理ペア）

2015年
- 全日本卓球選手権大会 シングルス 2回戦敗退、ダブルス 3回戦敗退（平真由香ペア）
- 前期日本卓球リーグ1部 ファインプレー賞
- 全日本社会人卓球選手権大会 シングルス 3回戦敗退、ダブルス ベスト8（松本優希ペア）

2016年
- 全日本卓球選手権大会 シングルス 5回戦敗退、ダブルス 5回戦敗退（松本優希ペア）
- 第25回日本卓球リーグ・ビッグトーナメント大会 シングルス 1回戦敗退
- 全日本社会人卓球選手権大会 シングルス 5回戦敗退、ダブルス 優勝（松本優希ペア）

2017年
- 全日本卓球選手権大会 シングルス 4回戦敗退、ダブルス ベスト8（松本優希ペア）
- 第26回日本卓球リーグ・ビッグトーナメント大会 シングルス ベスト8
- 全日本社会人卓球選手権大会 シングルス 3位、ダブルス 4回戦敗退（松本優希ペア）
- 後期日本卓球リーグ1部 最高殊勲選手賞、優秀ペア賞（松本優希ペア）

2018年
- 全日本卓球選手権大会 シングルス 5回戦敗退、ダブルス 5回戦敗退（松本優希ペア）、混合ダブルス ベスト8（森田侑樹ペア）
- 第27回日本卓球リーグ・ビッグトーナメント大会 シングルス ベスト8、ダブルス 優勝（松本優希ペア）
- 全日本社会人卓球選手権大会 シングルス 優勝、ダブルス 準優勝（松本優希ペア）
- 後期日本卓球リーグ1部 優秀ペア賞（松本優希ペア）

2019年
- 全日本卓球選手権大会 シングルス ベスト16、ダブルス 3位（松本優希ペア）、混合ダブルス 4回戦敗退（森田侑樹ペア）
- ナショナルチーム（ＮＴ） 候補選手
- 第28回日本卓球リーグ・ビッグトーナメント大会 シングルス 3位、ダブルス 準優勝（松本優希ペア）
- 前期日本卓球リーグ1部 優秀ペア賞（松本優希ペア）
- ITTFワールドツアー・ブルガリアオープン シングルス 予選トーナメント2回戦敗退
- ITTFワールドツアー・チェコオープン シングルス 予選トーナメント4回戦敗退
- 全日本社会人卓球選手権大会 シングルス 3位、ダブルス ベスト8（松本優希ペア）
- 後期日本卓球リーグ1部 優秀ペア賞（松本優希ペア）

2020年
- 全日本卓球選手権大会 シングルス 4回戦敗退、ダブルス ベスト8（松本優希ペア）、混合ダブルス 2回戦敗退（坪井勇磨ペア）
- 後期日本卓球リーグ1部 ファインプレー賞

2021年
- 全日本卓球選手権大会 シングルス ベスト8
- 【前期】ナショナルチーム（ＮＴ） 候補選手
- 全日本社会人卓球選手権大会 シングルス 4回戦敗退、ダブルス ベスト8（永尾尭子ペア）
- 【後期】ナショナルチーム（ＮＴ） 候補選手

2022年
- 全日本卓球選手権大会 シングルス ベスト16、ダブルス 3位（永尾尭子ペア）
- 2022 LION CUP TOP32 2回戦敗退
- 【前期】ナショナルチーム（ＮＴ） 候補選手
- 2022 全農CUP TOP32 福岡大会 1回戦敗退
- 【後期】ナショナルチーム（ＮＴ） 候補選手
- 2022 全農CUP TOP32 船橋大会 1回戦敗退

2023年
- 全日本卓球選手権大会 シングルス 4回戦敗退、混合ダブルス 3回戦敗退（英田理志ペア）

2024年
- 全日本卓球選手権大会 シングルス ベスト16
- 【前期】ナショナルチーム（ＮＴ） 候補選手
- 前期日本卓球リーグ1部 優秀選手賞
- 【後期】ナショナルチーム（ＮＴ） 候補選手
- 後期日本卓球リーグ2部 優秀選手賞

2025年
- 全日本卓球選手権大会 シングルス 5回戦敗退

## 最高成績

### 女子シングルス
- 2007年 全日本卓球選手権大会（カデット）　13歳以下シングルス ベスト16
- 2009年、2010年 全国中学校卓球大会 シングルス ベスト8
- 2018年 全日本社会人卓球選手権大会 シングルス 優勝
- 2019年 全日本卓球選手権大会 シングルス 11位
- 2021年 全日本卓球選手権大会 シングルス 7位
- 2022年 全日本卓球選手権大会 シングルス 9位
- 2024年 全日本卓球選手権大会 シングルス 12位

### 女子ダブルス
- 2013年 インターハイ ダブルス 3位（平真由香ペア）
- 2016年 全日本社会人卓球選手権大会 ダブルス 優勝（松本優希ペア）
- 2018年 第27回日本卓球リーグ・ビッグトーナメント大会 ダブルス 優勝（松本優希ペア）
- 2019年 全日本卓球選手権大会 ダブルス 3位（松本優希ペア）
- 2022年 全日本卓球選手権大会 ダブルス 3位（永尾尭子ペア）

## 日本卓球リーグ戦績
|     | シングルス | シングルス | ダブルス | ダブルス |
| 勝  | 負         | 勝         | 負       |          |
| --- | ---------- | ---------- | -------- | -------- |
| F4  | 2          | 5          | 3        | 3        |
| 1部 | 55         | 23         | 39       | 11       |
| 2部 | 7          | 1          | 0        | 0        |

※2024年後期日本リーグ終了時点

## Tリーグ戦績
|           | 所属チーム                   | 背番号 | シングルス | シングルス | ダブルス | ダブルス | レギュラーシーズン表彰                    |
| 勝        | 所属チーム                   | 背番号 | 負         | 勝         | 負       |          | レギュラーシーズン表彰                    |
| --------- | ---------------------------- | ------ | ---------- | ---------- | -------- | -------- | ----------------------------------------- |
| 2020-2021 | 木下アビエル神奈川           | #8     | 0          | 0          | 0        | 0        |                                           |
| 2021-2022 | 日本ペイントマレッツ         | #88    | 2          | 7          | 0        | 0        |                                           |
| 2022-2023 | トップおとめピンポンズ名古屋 | #88    | 2          | 4          | 12       | 8        | ベストペア、ベストオーダー賞【第1マッチ】 |
| 2023-2024 | トップおとめピンポンズ名古屋 | #88    | 4          | 9          | 11       | 7        | ベストペア、ベストオーダー賞【第1マッチ】 |
| 2024-2025 | トップおとめピンポンズ名古屋 | #88    | 12         | 12         | 11       | 6        |                                           |

## 世界ランキング
|        | 1月 | 2月 | 3月 | 4月 | 5月 | 6月 | 7月 | 8月 | 9月 | 10月 | 11月 | 12月 |
| ------ | --- | --- | --- | --- | --- | --- | --- | --- | --- | ---- | ---- | ---- |
| 2013年 |     |     |     |     |     |     | 118 | 119 | 113 | 113  | 115  | 120  |
| 2014年 | 118 | 118 |     |     | 109 | 109 | 109 | 113 |     |      |      |      |
| 2015年 |     |     |     |     |     |     |     |     |     |      |      |      |
| 2016年 |     |     |     |     |     |     |     |     |     |      |      |      |
| 2017年 |     |     |     |     |     |     |     |     |     |      |      |      |
| 2018年 |     |     |     |     |     |     |     |     |     |      |      |      |
| 2019年 |     |     |     |     |     |     |     |     | 375 | 374  | 377  | 389  |
| 2020年 | 394 | 394 | 397 | 399 |     |     |     |     |     |      | 399  | 399  |
| 2021年 | 399 | 399 | 399 | 399 | 399 | 400 | 399 | 402 | 404 | 405  | 406  | 406  |
| 2022年 | 406 | 410 | 411 | 413 |     |     |     |     |     |      |      |      |

## 動画リンク
- むらじの部屋５人目の女性ゲスト！2018年度全日本社会人チャンピオンの平侑里香選手に聞く卓球との出会い！【卓球動画はLili PingPong Channel】
- 平侑里香選手とのむらじの部屋第３弾！学生時代に学んだ大切なこととは？【卓球動画はLili PingPong Channel】
- 平侑里香選手とのむらじの部屋最終回！所属するサンリツと日本リーグへの想い【卓球動画はLili PingPong Channel】